# Gurkhabrigade

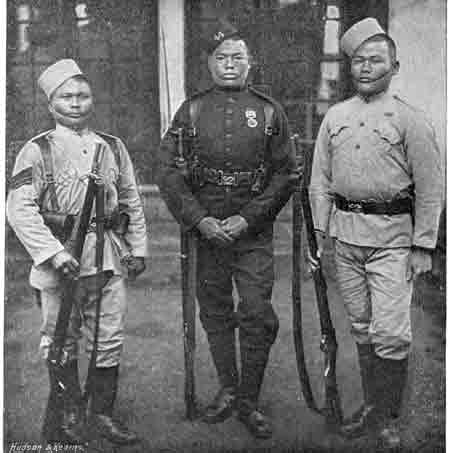
Foto van Ghurka's uit 1896.

De Gurkhabrigade (Brigade of Gurkhas) is de verzamelterm voor een aantal elite-eenheden van het Britse leger die zijn samengesteld uit Nepalese militairen. Zij zijn bekend om hun ceremoniële wapen, de kukri, en het gebruik van Oosterse gevechtskunst.
Volgens het internationaal recht worden de Britse Gurkha's niet als huurlingen beschouwd. Zij zijn volledig geïntegreerd in het Britse leger, in officiële eenheden van de Gurkhabrigade en vallen onder de voorschriften en regels die voor alle Britse militairen gelden.
De Gurkharegimenten worden vanouds geleid door Britse officieren, hoewel er ook Gurkha's zijn onder de officieren. Gurkha's die als officier willen worden aangesteld, dienen de Britse nationaliteit aan te nemen.

## Oorsprong
De Gurkhastrijders zijn afkomstig uit het volk van de Gurkha. De eerste Gurkha's traden als vrijwillige huursoldaten in dienst van de Britse Oost-Indische Compagnie na de Gurkhaoorlog (1814-1816). De Britten raakten onder de indruk van de vasthoudendheid van de Gurkhasoldaten en moedigden ze aan om als vrijwilliger dienst te nemen bij de Oost-Indische Compagnie.
Gurkha-eenheden van de Oost-Indische Compagnie dienden in de Pindari-oorlog van 1817, in Bharatpur in 1826 en in de Eerste en Tweede Sikhoorlog in 1846 en 1848. Tijdens de Sepoy-opstand in 1857 bleven de Gurkha's trouw aan het Britse gezag en gingen zij deel uitmaken van het Brits-Indische leger, dat toen werd opgericht. Het 2e regiment Gurkha Rifles (de Sirmoor Rifles) verdedigde Hindu Rao's huis ruim drie maanden, waarbij ze 327 van de 490 man verloren. Het 60e Rifles-regiment (later onderdeel van de Royal Green Jackets) vocht samen met de Sirmoor Rifles en raakte zo onder de indruk dat ze er op stonden dat het 2e Gurkha-regiment het kenmerkende groene uniformen van de "Rifles" met de scharlakenrode biezen zouden gaan dragen en dat ze deel zouden nemen in de tradities van het Rifle regiment. Voortaan zouden ze 'riflemen' heten, in plaats van sepoys.
Twaalf Gurkharegimenten namen deel aan het ontzet van Lucknow in 1857. Gurkharegimenten uit het Brits-Indische leger dienden in beide Wereldoorlogen.
Nadat India onafhankelijk was geworden – en na de deling van India – in 1947 en onder de Brits-Indiase-Nepalese driepartijenovereenkomst traden zes Gurkharegimenten toe tot het Indiase leger. Vier Gurkharegimenten, het 2e, 6e, 7e en 10e regiment Gurkha Rifles, voegden zich op 1 januari 1948 bij het Britse leger. Zij vormden de Gurkhabrigade en werden op Malakka (het schiereiland van Maleisië) gestationeerd.

## Rekrutering en stationering
Jaarlijks rekruteert het Britse leger 270 Nepalezen uit zo'n 17.000 sollicitanten, hoofdzakelijk uit de bevolkingsgroepen Rai, Limbu, Gurung en Magar. Hun salarissen en pensioenen vormen een belangrijke inkomstenbron voor Nepal.
Na een eerste selectie in diverse locaties in Nepal volgt een drie weken durende selectieprocedure in Pokhara in Midden-Nepal. Daarna krijgen de rekruten een opleiding van negen maanden in Catterick Garrison in North Yorkshire (district Richmondshire).
Gurkha's krijgen elke drie jaar vijf maanden verlof in Nepal. Sommigen laten hun gezin overkomen naar het Verenigd Koninkrijk. Gurkha's die de rang van Colour Sergeant hebben bereikt, mogen hun gezin permanent in het Verenigd Koninkrijk laten wonen.

## Onderdelen

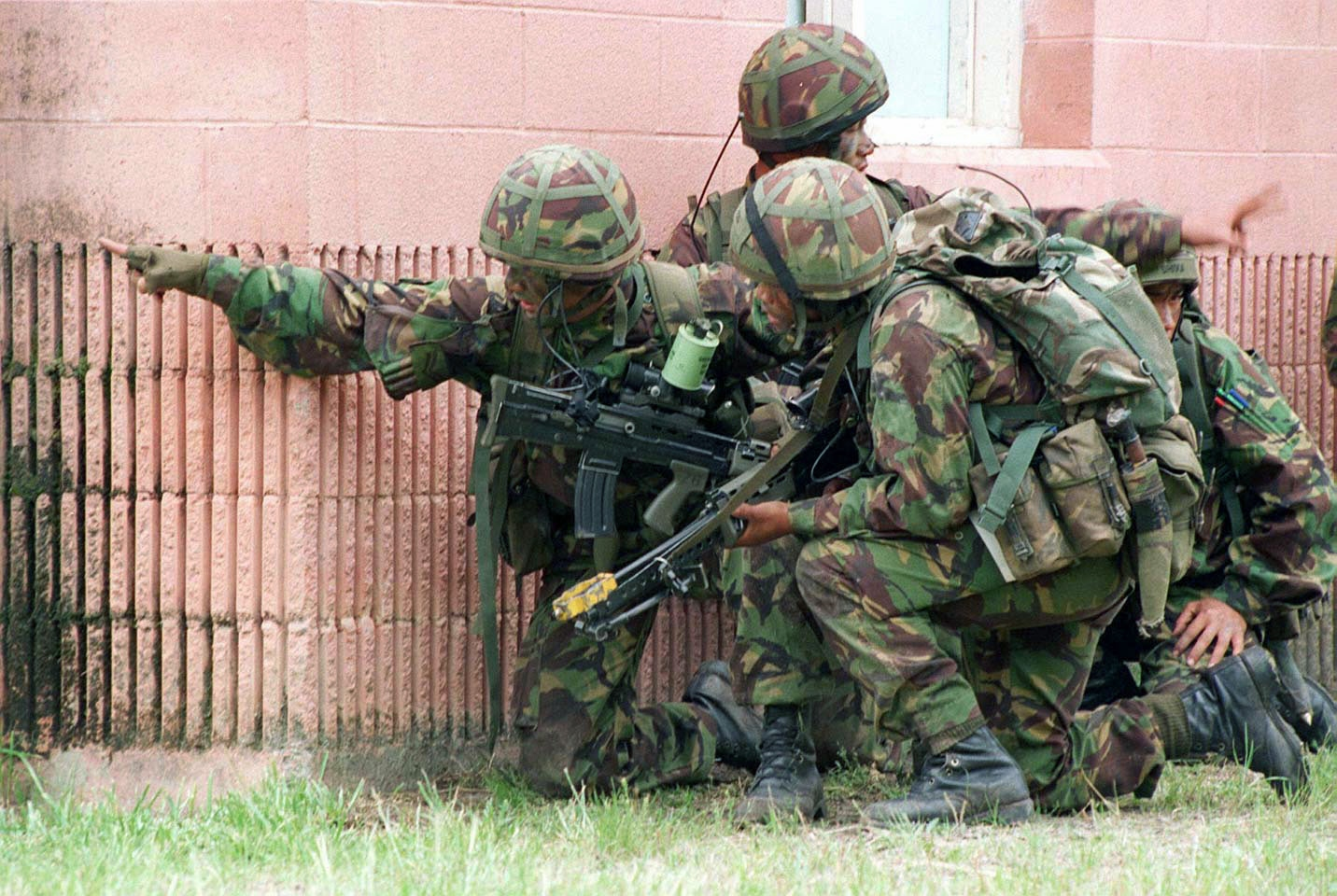
Royal Gurkha Rifles in 1996

Op 1 juli 1994 fuseerden de vier Gurkha Rifle-regimenten tot één regiment, de Royal Gurkha Rifles. Daarnaast bevat de brigade enkele ondersteunende en specialistische eenheden.
Het Royal Gurkha Rifles regiment bestaat uit:
- 1e en 2e Bataljon
  - A (Gallipoli)-compagnie, 1e Bataljon
  - C Compagnie, 2e Bataljon, Het Parachute Regiment

De twee bataljons van de Royal Gurkha Rifles bestaan uit lichte infanterie; ze zijn niet uitgerust met voertuigen. Het ene bataljon is gelegerd in Shorncliffe bij Folkestone in Kent en is beschikbaar voor inzet in Europa en Afrika. Het andere bataljon is gestationeerd op Brunei en kan vandaaruit ingezet worden in Azië. Beide bataljons wisselen regelmatig van standplaats, gewoonlijk om de drie jaar.
Het hoofdkwartier van de Gurkhabrigade is gevestigd op Airfield Camp te Netheravon in Wiltshire.
Overige eenheden zijn:
- British Gurkhas Nepal (rekrutering, welzijn en thuisfrontrelaties)
- De Queen's Gurkha Engineers (genie)
- De Queen's Gurkha Signals (verbindingen)
- De Queen's Own Gurkha Logistic Regiment
- The Band of the Brigade of Gurkhas
- Gurkha Company, 3e Bataljon, (trainingscentrum in Catterick)
- Gurkha Company (Sitang), Royal Military Academy Sandhurst (officiersopleiding)
- Gurkha Company (Mandalay), Infantry Battle School Brecon (infanterieopleiding te Brecon in Wales)
- Brigade of Gurkhas Training Team
- Gurkha Language Wing, Catterick

## Inzetgebieden

### Afghanistan
In Afghanistan is het 2e Bataljon van de Royal Gurkha Rifles ingezet in Kabul voor Operatie Herrick van oktober 2003 tot april 2004 en van april 2005 tot oktober 2005.
Het 1e Bataljon van de Royal Gurkha Rifles maakte deel uit van een bataljonstaakgroep in de Afghaanse provincie Helmand tijdens Operatie Herrick VII, die liep van oktober 2007 tot april 2008.